# Schelek
Schelek (kasachisch und russisch Шелек) ist ein Ort in Kasachstan.

## Geografie
Der Ort liegt im Südosten Kasachstans etwa 100 Kilometer östlich von Almaty an den nördlichen Ausläufern des Transili-Alatau, einem Hochgebirge im Süden Kasachstans. Einige Kilometer östlich des Ortes durchfließt der Schilik, ein Nebenfluss des Ili, die Region.

## Geschichte
Schelek wurde 1871 gegründet. Es trug zuerst den Namen Tschilik (Чилик). Später hieß der Ort Tschilikskoje (Чиликское) und anschließend Saizewskoje (Зайцевское). 1932 wurde der Ort Verwaltungszentrum des gleichnamigen Rajon Tschilik. Zu Sowjetzeiten wurde er zu einem der multinationalsten Orte der ganzen Region, da sich hier viele Menschen niederließen, die aus anderen Teilen der Sowjetunion unter Josef Stalin nach Zentralasien deportiert wurden. In den frühen 1960er Jahren, während der Zeit der offenen Grenzen zwischen der UdSSR und China, ließen sich viele uigurische Siedler aus Xinjiang in Tschilik nieder. In den frühen 1970er Jahren machten die Uiguren ein Drittel der Gesamtbevölkerung aus, zahlenmäßig stellten sie mehr Einwohner als Kasachen und Russen. Mitte der 1970er Jahre spielten Uiguren und ihr Tabakanbau eine bedeutende Rolle in der ländlichen Wirtschaft der Region.
Im Zuge einer Verwaltungsreform verlor der Ort 1997 sowohl den Status als städtische Siedlung und mit der Auflösung des gleichnamigen Rajon im selben Jahr auch den Status als regionales Verwaltungszentrum. Seit Mitte der 2000er Jahre gab es im Ort, wie auch in den südlichen und östlichen Regionen Kasachstans, im Rahmen eines Programms der Regierung einen großen Zustrom von Einwanderern aus China, im Zuge dessen ethnische Kasachen in ihre historische Heimat zurückkehren können. An den beiden Tagen des 18. und 19. November 2006 kam es in Schelek zu ethnischen Unruhen zwischen Uiguren und Kasachen. Das genaue Ausmaß und Angaben über Opfer und Verletzte sind weitgehend unbekannt, da in staatlichen Medien erst drei Wochen später und nur am Rande darüber berichtet wurde.

## Bevölkerung
Bei der Volkszählung 1999 hatte Schelek 22.703 Einwohner. Die  Volkszählung 2009 ergab für den Ort eine Einwohnerzahl von 27.897. Bei der letzten Volkszählung 2021 lebten in Schelek 29.032 Menschen. In Schelek leben Menschen vieler unterschiedlicher Nationalitäten. Neben Kasachen gibt es im Ort eine große Gemeinde von Uiguren.
| Einwohnerentwicklung               | Einwohnerentwicklung | Einwohnerentwicklung | Einwohnerentwicklung | Einwohnerentwicklung | Einwohnerentwicklung | Einwohnerentwicklung | Einwohnerentwicklung |
| 1939                               | 1959                 | 1970                 | 1979                 | 1989                 | 1999                 | 2009                 | 2021                 |
| ---------------------------------- | -------------------- | -------------------- | -------------------- | -------------------- | -------------------- | -------------------- | -------------------- |
| 6.440                              | 11.791               | 19.223               | 21.597               | 25.502               | 22.703               | 27.897               | 29.032               |
| Anmerkung: Volkszählungsergebnisse |                      |                      |                      |                      |                      |                      |                      |

## Verkehr
Schelek verfügt seit 2011 über einen Anschluss an das kasachische Eisenbahnnetz auf der Bahnstrecke Alatau–Korgas. Der Bahnhof von Schelek befindet sich etwa zehn Kilometer nördlich des Ortes. Schelek liegt außerdem an der Fernstraße A2, einer wichtigen Ost-West-Route durch den Südosten des Landes. Auf ihr gelangt man in westlicher Richtung zuerst nach Almaty und weiter über Taras und Schymkent bis zur usbekischen Grenze bei Taschkent. In östlicher Richtung führt sie zum Grenzübergang bei Qorghas. Außerdem zweigt bei Schelek die A6 ab, die über Kegen zur kirgisischen Grenze führt.